# Moriturus
Moriturus ist ein deutsches Kriminalstummfilmdrama aus dem Jahre 1920. Die Hauptrolle spielt Max Landa, wie so oft in seiner Leinwandkarriere, als Detektiv. Weitere Hauptrollen wurden mit Reinhold Schünzel (in der Titelrolle), Conrad Veidt (als Schurke) und Hilde Wörner, die diesen Film auch produzierte, besetzt.

## Handlung
Privatdetektiv Landa steht vor einem besonders kniffligen Fall: Der angesehene Freiherr von Mohrungen leidet seit geraumer Zeit an einer merkwürdigen Erkrankung, die seinen Hausarzt Dr. Schäfer großes Kopfzerbrechen bereitet. Da der Mediziner nicht mehr weiter weiß, schickt er seinen adeligen Patienten zu dem Detektiv, der der rätselhaften Krankheit vielleicht auf kriminalistische Weise und mit seinen ganz eigenen Methoden auf den Grund gehen könnte.
Landas Nachforschungen führen nach einigen Umwegen zu dem undurchsichtigen und skrupellosen Wilmos, dem Leiter eines Sanatoriums. Es stellt sich heraus, dass dieser das etwas naive Stubenmädchen Siegnis massiv manipuliert hat, sodass die Dienstmagd dem Herrn Baron sukzessive Morphium verabreichte, damit der Gutsherr allmählich immer schwächer und hinfälliger werde. Wilmos’ Plan ist, dass seine Schwester Frau von Riberac Herrn von Liebenau, den Cousin und mutmaßlichen Erben des Todgeweihten (= Moriturus), am Tage X heiratet und Wilmos auf diese Weise an das Erbe des durch seine finstere Machenschaften ins Jenseits beförderten Mohrungen gelangt. Detektiv Landa kann jedoch die Schandtat vereiteln und den Schurken dingfest machen.

## Produktionsnotizen
Moriturus entstand 1920 und war 2026 Meter, verteilt auf sechs Akte, lang. Der Film passierte am 6. September 1920 die Zensur und wurde am 23. September 1920 in Berlins Marmorhaus uraufgeführt. In Österreich lief der Streifen im darauf folgenden Jahr an.
Mathieu Oosterman entwarf die Filmbauten.

## Kritik
Paimann’s Filmlisten resümierte: „Stoff spannend. Spiel und Photos ausgezeichnet. Szenerie sehr gut. (Ein Schlager.)“